# مکس دیوانه (بازی ویدئویی ۱۹۹۰)
«مکس دیوانه» (انگلیسی: Mad Max) یک بازی ویدئویی در سبک بازی اکشن است که توسط مایندسکیپ و در سال ۱۹۹۰ و در پلت‌فرم سیستم سرگرمی نینتندو منتشر شد. بازی بر اساس فیلم مکس دیوانه: جنگجوی جاده، محصول ۱۹۸۱ استرالیا ساخته شده‌است.